# Ácido bromopirúvico
El ácido bromopirúvico es el compuesto orgánico con la fórmula BrCH2COCO2H. Este sólido incoloro es el derivado bromado del ácido pirúvico. Presenta similitudes estructurales con el ácido láctico y elácido pirúvico. Ha sido investigado como un veneno metabólico y un agente anticancerígeno. Como otras α-bromocetonas, es un fuerte agente alquilante.

## Investigación
El sistema de transporte de piruvato se puede usar para introducir bromopiruvato dentro de células de Trypanosoma. Una vez en el interior celular, el objetivo principal del 3BP es la gliceraldehído-3-fosfato deshidrogenasa, la cual es muy sensible a la inhibición por bromopiruvato. TEl sistema de transporte de piruvato, que se sabe que está sobreexpresado en células cancerígenas, fue identificado posteriormente como un transportador de monocarboxilatos llamado transportador de monocarboxilatos 1.